# Mastichari
Mastichari (griechisch Μαστιχάρι (n. sg.)) ist ein kleiner Ort auf der griechischen Insel Kos, der direkt am Meer liegt.

## Geschichte, Lage, Geographie, Verkehr
Mastichari wurde nach dem schweren Erdbeben vom 23. April 1933 durch einige Familien aus Andimachia gegründet, die hierher an die Nordküste der Insel zogen. Das Erdbeben hatte auch in Andimachia schwere Schäden verursacht.
Mastichari liegt rund 22 Straßenkilometer westlich der Stadt Kos auf etwa 0 bis 12 Meter über dem Meeresspiegel. Von der zwischen Kos und Kefalos verlaufenden Hauptverbindungsstraße der Insel ist Mastichari sechs Straßenkilometer entfernt. Zum Flughafen Kos bei Andimachia sind es etwa fünf Kilometer Luftlinie. Im Süden ist der nächste Ort Andimachia. Im Osten liegt der Ort Pyli am nächsten, im Nordosten Marmari, Linopotis, Tigaki und Zipari. Im Norden, etwa zehn Kilometer über das Meer, liegt die Insel Pserimos und die unbewohnte Insel Platy, daneben die viertgrößte der Dodekanes-Inseln, Kalymnos.
Mastichari ist durch Buslinien mit Kos und Kefalos und den dazwischen liegenden Orten verbunden. Vom Hafen von Mastichari werden die Inseln Kalymnos und Pserimos angefahren.

## Bevölkerung und politische Gliederung, Wirtschaft
Der Küstenort Mastichari zählte seit dem Anschluss des Dodekanes an Griechenland 1948 zunächst zur Landgemeinde Andimachia (Κοινότητα Αντιμαχείας Kinótita Andimachías). Mit der Gebietsreform 1997 kam er zum Gemeindebezirk Andimachia der Gemeinde Iraklidis und seit der Umsetzung der Verwaltungsreform 2010 zum Stadtbezirk Andimachia.
Einwohnerentwicklung von Mastichari
| Jahr       | 1947 | 1951 | 1961 | 1971 | 1981 | 1991 | 2001 | 2011 |
| ---------- | ---- | ---- | ---- | ---- | ---- | ---- | ---- | ---- |
| Mastichari | 138  | 142  | 181  | 164  | 216  | 303  | 368  | 470  |

In den letzten Jahrzehnten hat sich Mastichari von einem landwirtschaftlich orientierten Dorf bzw. Fischerort mit regional bedeutendem Hafen zu einem Ferienort gewandelt. In der Nähe von Mastichari betreibt die staatlich griechische Stromgesellschaft DEI (ΔΕΗ) seit 1994 ein 100 MW Ölkraftwerk, welches die Versorgung der Inseln Kos, Tilos, Nisyros, Kalymnos und Pserimos übernimmt.

## Sehenswürdigkeiten
- Ganz In der Nähe des Meeres befinden sich die Ruinen einer frühchristlichen Basilika mit einem sehenswerten Mosaikboden.